# Dave Karofsky
David "Dave" Karofsky is een personage uit de Amerikaanse televisieserie Glee. Het personage wordt gespeeld door acteur Max Adler.
David Karofsky is een student van de William McKinley High School die samen met zijn vriend Azimio Adams voortdurend de Glee club pest, in het bijzonder Kurt Hummel. In de aflevering Never Been Kissed van seizoen 2, wordt onthuld dat hij homo is, nadat hij zoent met Kurt. Vanaf Born This Way is hij begonnen met zijn langzame reis naar zelfacceptatie en stort zich met Santana op het vormen van de Bullywhips, een club die zich inspant om het pesten op school een halt toe te roepen. Om beiden hun homoseksualiteit te verbergen proberen ze balkoning en -koningin te worden. Dave en Santana stemmen in in een nep-relatie om de schijn op te houden. Na het bal beëindigen zij hun verbond. Sindsdien wisselt hij een aantal keren van school. In de aflevering Heart vertelt David aan Kurt dat hij denkt dat hij verliefd op hem is. Na te zijn buitengesloten op zijn nieuwe school omdat hij homo is, probeert David zelfmoord te plegen door ophanging, maar de poging mislukt en hij wordt kort opgenomen in het ziekenhuis.